# Cykle Klubben Aarhus
Cykle Klubben Aarhus er en cykelklub i Aarhus, der blev grundlagt i 2005 ved en fusion mellem klubberne Aarhus Cykle Klub og Cycling Aarhus. Cykelklubben er både aktiv inden for banecykling og landevejscykling samt cykelcross. Banecyklingen trænes på Aarhus Cyklebane, der er den ene af tre cykelbaner i Danmark. Årligt afholder klubben motionsløbet Aarhus Rundt og crossløbet Grote Prijs CK Aarhus.
Klubben havde indtil 2023 et DCU Elite Team, Team JS.dk.